# Phasianus
Phasianus är ett släkte i familjen fasanfåglar inom ordningen hönsfåglar. Släktet omfattar här två nu levande arter som förekommer i naturligt tillstånd i centrala och östra Asien samt i södra Kina och norra Vietnam:
- Fasan (P. colchicus)
- Grön fasan (P. versicolor)

Ytterligare en art, Phasianus yanshansis, är känd från sen pleistocen.

## Etymologi
Både dess vetenskapliga namn Phasianus och trivialnamnet "fasan" härstammar från det grekiska ordet Φασιανός ("phasianos"), vilket betyder "(fågel) från Phasis" . Enligt legenden fördes fasanen från detta område till Grekland av argonauterna.